# Comuna Cărand, Arad
Cărand (în maghiară: Hévízkáránd) este o comună în județul Arad, Crișana, România, formată din satele Cărand (reședința) și Seliștea.

## Demografie
Componența etnică a comunei Cărand
     Români (84,07%)
     Romi (9,93%)
     Alte etnii (0,69%)
     Necunoscută (5,31%)
Componența confesională a comunei Cărand
     Ortodocși (57,03%)
     Penticostali (23,01%)
     Baptiști (13,37%)
     Alte religii (1,08%)
     Necunoscută (5,51%)
Conform recensământului efectuat în 2021, populația comunei Cărand se ridică la 1.017 locuitori, în scădere față de recensământul anterior din 2011, când fuseseră înregistrați 1.036 de locuitori. Majoritatea locuitorilor sunt români (84,07%), cu o minoritate de romi (9,93%), iar pentru 5,31% nu se cunoaște apartenența etnică. Din punct de vedere confesional, majoritatea locuitorilor sunt ortodocși (57,03%), cu minorități de penticostali (23,01%) și baptiști (13,37%), iar pentru 5,51% nu se cunoaște apartenența confesională.

## Politică și administrație
Comuna Cărand este administrată de un primar și un consiliu local compus din 9 consilieri. Primarul, Gligor Costuț[*], de la Partidul Național Liberal, este în funcție din 2016. Începând cu alegerile locale din 2024, consiliul local are următoarea componență pe partide politice:
|  | Partid                    | Consilieri | Componența Consiliului | Componența Consiliului | Componența Consiliului |
|  | ------------------------- | ---------- | ---------------------- | ---------------------- | ---------------------- |
|  | Partidul Social Democrat  | 3          |                        |                        |                        |
|  | Partidul Național Liberal | 3          |                        |                        |                        |
|  | Forța Dreptei             | 2          |                        |                        |                        |
|  | Alianța Dreapta Unită     | 1          |                        |                        |                        |

## Atracții turistice
- Rezervația naturală "Pădurea Sâc", (17,80 ha.)